# 法華津寬
法華津寬（1941年3月28日—），日本馬術運動員，曾參加1964年夏季奧林匹克運動會馬術比賽，其後先後因故無緣參與1984年及1988年兩屆奧運會。2008年，法華津寬以67歲高齡參加北京奧運會馬術比賽盛裝舞步項目，成為參加該屆奧運最年長的運動員。
法華津寬在2012年以71歲高齡參加倫敦奧運會馬術比賽個人盛裝舞步項目，再度成為該屆奧運最年老的選手。

## 個人經歷
法華津寬出生於日本東京都，先後於私立武藏高等學校、慶應義塾大學接受教育，畢業於美國杜克大學。
12歲開始馬術活動，1964年參加东京奥运會，在場地障礙賽得到個人第40位，並為日本取得團體第12位。此後，1984年獲選成為洛杉磯奧運會候補選手，但未能上場。1988年雖被選為漢城奧運會參賽代表，卻由於馬匹在出國檢疫被發现呈阳性病毒反应，而不得不放棄比賽。然而，法華律寬並沒有被打擊，並繼續活躍於日本的盛裝舞步賽。
2003年，法華津寬從強生集團旗下的醫藥品公司社長一職退休後，離開家人隻身前往德國亞琛潛心研習馬術，提升技術並與馬匹培養默契，先後於2006年在德国亚琛取得世界马术运动会盛装舞步团体赛暨特别大奖赛第16名，翌年在匈牙利考波什堡取得世界杯中欧联赛盛裝舞步个人赛第3名，最後獲得參加北京奧運會的參賽資格。
2008年8月14日，法華津寬在香港奧運馬術場（沙田）完成盛裝舞步賽，期間他所策騎的馬匹「輕語」有兩次的情緒波動，雖然法華津寬很快控制局面，並完成指定動作，但由於個人成績位列35名，未能晉身個人決賽，而日本則於團體盛裝舞步賽取得第10名。其後由於美國隊在賽後禁藥檢查中出現陽性反應而被取消資格（包括個人及團體），因此日本隊在盛裝舞步團體賽的總排名獲升至第9名，而法華津寬的個人賽排名也升至第34名。
法華津寬原本有吸煙的習慣，但是在他37歲時已經成功戒煙。

## 外部連結
- 北京2008奧運日本代表選手団 （页面存档备份，存于）法華津寬的簡介頁（日語）
- 第29屆奧林匹克奧運會運動員訊息[永久]法華津寬的簡介頁（中文）